# Ultra Rare Rockabilly’s
Ultra Rare Rockabilly's ist der Titel einer Reihe von CD-Veröffentlichungen mit seltenen Aufnahmen der Rockabilly-Musik.
Die insgesamt 13 Tonträger enthalten jeweils 30 Titel mit zu dieser Zeit schwer zugänglichen Aufnahmen des Genres Rockabilly aus den 1950er-Jahren. Dabei wurde nicht auf die Repräsentation der Musikrichtung geachtet,  vielmehr ging es um Aufnahmen, die vorher noch nie oder nur sehr selten auf LPs und CDs wiederveröffentlicht wurden. Die Titel wurden direkt von den historischen Vinyl-Singles überspielt worden. Im heutigen medialen Zeitalter sind viele dieser Stücke durch Musikstreaming und diverse Veröffentlichungen anderer Label auch anderweitig verfügbar.
Die erste Ausgabe von Ultra Rare Rockabilly's wurde 1992 von dem niederländischen Label Chief Records / Double D Entertainment  herausgegeben. Bis 1997 wurden insgesamt 13 Ausgaben veröffentlicht. Die ersten sechs Ausgaben sind ebenfalls als Doppel-CD erschienen.
Künstler, die auf diesen CDs erschienen, waren unter anderem Rocky Bill Ford, Jeff Daniels, Sonny Fisher, Dennis Herrold, Curtis Gordon, Curtis Johnson, Andy Starr, Glenn Reeves, Laura Lee Perkins, Joe Montgomery, Dorsey Burnette, Hal Willis und Buck Owens.
Ein ähnliches Konzept verfolgten die Serien Ultra Rare Rockin' & Boppin', Ultra Rare Teen Rockers und Ultra Rare Hillbilly Boogie des gleichen Labels.